# Handelsbanken
Svenska Handelsbanken AB to jeden z największych szwedzkich banków, założony w 1871 roku w Sztokholmie.
Svenska Handelsbanken posiada oddziały w Australii, Austrii, Brazylii, Chinach, Danii, Estonii, Finlandii, Francji, Hiszpanii, Holandii, Hongkongu, Litwie, Luksemburgu, Łotwie, Malezji, Niemczech, Norwegii, Rosji, Singapurze, Szwajcarii, Tajwanie, Szwajcarii, USA, Wlk. Brytanii. Bank zatrudnia prawie 11 tysięcy osób.

## Działalność w Polsce
Bank obecny jest na polskim rynku od 1997. Początkowo działał w formie biura w Warszawie, a od 2001 jako Bank Svenska Handelsbanken (Polska) S.A. W 2004 został przekształcony w oddział szwedzkiej centrali, który poza siedzibą w Warszawie otworzył oddział w Gdańsku i Poznaniu. Od 2022 trwa proces zamykania oddziału i wycofywania się z Polski.